# Jeux d'influence
Jeux d'influence est une série télévisée française en deux saisons créée, coécrite, coproduite et réalisée par Jean-Xavier de Lestrade sur les dangers de l’agrochimie et la bataille que se livrent politiques, syndicats agricoles, coopératives agricoles et consultants des groupes de pression aux services des fabricants de pesticides face auxquels les producteurs, travailleurs et populations se retrouvent seuls et subissent les conséquences de l'agriculture et de l'élevage industriels soumis aux intrants chimiques.
La série met en valeur les lanceurs d'alerte et les journalistes d'investigation dans la mise au jour des scandales sanitaires.

## Distribution

### Acteurs principaux
- Alix Poisson : Claire Lansel
- Laurent Stocker : Guillaume Delpierre
- Marilou Aussilloux : Chloé Forrest
- Pierre Perrier : Romain Corso
- Jean-François Sivadier : Mathieu Bowman
- Guillaume Marquet : Christophe Maillard
- Francis Leplay : Roland Kastaing, le Premier Ministre

### Saison 1
- Marie Dompnier : Florence Delpierre
- Marc Citti : Didier Forrest
- Anne Coesens : Suzanne Forrest
- Romann Berrux : Damien Forrest
- Christophe Kourotchkine : Michel Villeneuve
- Nathalie Boutefeu : Caroline Villeneuve
- Anthony Bajon : Benjamin Villeneuve
- Catherine Salée : Évelyne Rostand
- Thierry Hancisse : Andrew Percy
- Yannick Choirat : Éric Vigan
- Marie-Julie Baup : Dr Robinson

### Saison 2
- Tony Le Bacq : Kévin
- Armelle Abibou : Agathe Polack
- Noam Morgensztern : Bruno Menjaud
- Juliette Navis : Nadia Ortez
- Pascal Elbé : Serge Walder
- Éric Herson-Macarel : Fabrice Ballande
- Aurélia Petit : Fanny Couvreur
- Jérôme Pouly : Alain Cauchard
- Sophie Bourdon : Sandrine Cauchard
- Adrien Simion : Ludovic Cauchard
- Mathilde Bisson : Muriel Banier
- Laure Werckmann : Sylvie Jambert
- Érick Deshors : Nicolas Jambert
- Olivier Bayart : Pablo

## Fiche technique
- Titre original Saison 1 : Jeux d'influence
- Titre original Saison 2 : Jeux d'influence - Les combattantes
- Création : Jean-Xavier de Lestrade et Antoine Lacomblez
- Écrivains : Jean-Xavier de Lestrade, Antoine Lacomblez, Sophie Hiet et Pierre Linhart
- Producteurs exécutifs : Jean-Xavier de Lestrade, Matthieu Belghiti
- Sociétés de production : What’s Up Films, Arte France, Pictanovo, Stenola Productions
- Producteur Exécutif : Mat Troi Day
- Montage : Sophie Brunet
- Musique : Raf Keunen
- Photographie : Isabelle Razavet
- Costumes: Nathalie Raoul
- Décors Saison 1 : Antoine Maron
- Décors Saison 2 : Wouter Zoon
- Image : Couleurs
- Durée épisodes : 14 × 47 à 62 minutes

## Motivation, scénario et production
Jean-Xavier de Lestrade évoque le souvenir de son père, agriculteur dans le Gers, qui lui avait envoyé une coupure de presse relative à l'affaire d’un paysan charentais, Paul François, qui avait déposé plainte contre Monsanto. Après l'affaire DSK, Jean-Xavier de Lestrade a l'idée de « raconter la porosité entre le milieu politique et des intérêts industriels — ces soirées réunissaient un ancien ministre, un commissaire de police, le grand patron d’une succursale de BTP, des escort-girls… C’était un mélange fascinant mais très fantasmatique. Or, je trouvais qu’il fallait aller au-delà du fantasme, et tâcher d’être le plus concret possible. En montrant quelles répercussions directes ces liens d’influences peuvent avoir sur la vie des gens, sur ce qu’ils mangent, sur ce qu’ils respirent… »
Les scénaristes ont fourni un long travail de documentation, et notamment validé leurs scripts auprès d’élus et de lobbyistes. Le réalisateur explique : « Je voulais effectivement qu'on soit au plus près de la réalité, être le plus crédible possible. Dire aux téléspectateurs : ce que vous regardez est une fiction, mais c'est une fiction très documentée. Voilà comment ça se passe ». Alix Poisson indique s’être beaucoup documentée, notamment auprès de journalistes du Parisien et de Cash Investigation. Pour la saison 2, son personnage de journaliste d'investigation est plus « empathique ». « Elle veut tellement que la vérité éclate sur le scandale sanitaire qu'elle est prête à tout ».
Même si la mini-série traite du pesticide « Limithrol », le réalisateur a reconnu que l'inspiration principale concerne le glyphosate de Monsanto : « aujourd'hui, si on remplace (dans la série) le terme "Limithrol" par "Glyphosate", on n'a rien de faux »...
Le producteur Matthieu Belghiti indique que l'ambition est de « produire une série du réel qui interpelle nos concitoyens sur un enjeu aussi important, pour notre santé et notre environnement que les pesticides. Produire aussi une série dite politique sur les rapports tortueux qu’entretiennent de puissants groupes industriels avec le pouvoir, sur l’utilisation des lobbies pour défendre leurs intérêts ».

## Saison 1 (2019)

### Synopsis
L'agriculteur Michel Villeneuve reçoit un diagnostic de leucémie après s'être effondré dans un champ  au pied de son tracteur, alors qu'il vient d'épandre un pesticide fabriqué par le géant de l'agrochimie Saskia. L'entreprise qui le fabrique cherche à obtenir l'autorisation de mise sur le marché d'un nouveau produit présenté comme écologique et s'attache les services d'un cabinet de lobbying. L'ami d'enfance de l'agriculteur, Guillaume Delpierre, homme politique de principe, mène un combat pour l'interdiction des pesticides les plus toxiques, avec l'aide de son ambitieux assistant Romain Corso. Ils doivent affronter Mathieu Bowman, un lobbyiste percutant engagé par Saskia. Le responsable marketing de Saskia est retrouvé flottant dans la Seine, la fille de ce dernier, Chloé, se lance dans une enquête avec l'aide de l'ancienne journaliste Claire Lansel, qui avait été initialement recrutée dans l'équipe de Bowman.

### Tournage et diffusion
La série est tournée à Roubaix, dans les anciens locaux de la Banque de France, ainsi qu'à Tours, en Belgique et en Ile-de-France de novembre 2017 à avril 2018,.
Jeux d'influence est réalisée par Jean-Xavier de Lestrade, mise en ligne le 6 juin 2019 sur le service de diffusion continue d'Arte puis diffusée à la télévision du 13 au 27 juin 2019 sur Arte.

## Saison 2 (2022)

### Synopsis
La série explore les luttes d'influence dans les mondes agricole et politique, et met en scène l'enquête d'une journaliste et d'un homme politique  sur la dérive criminelle d'une multinationale de l'agroalimentaire.
Le premier épisode s'ouvre sur une scène où des « enfants tombent dans les pommes lors de la visite [scolaire] d’une usine agroalimentaire, des chauffeurs tombent malades en transportant du grain, et un mystère rode autour d’une coopérative [agricole] » et de ses pratiques.
La deuxième saison reprend les personnages de Guillaume Delpierre, Mathieu Bowman et Claire Lansel. Guillaume Delpierre y est maintenant Ministre de l'Agriculture. Son personnage est directement inspiré du parcours de Nicolas Hulot en tant que Ministre de la Transition écologique,. Claire Lansel elle, est redevenue journaliste. L'actrice Alix Poisson incarne cette journaliste lanceuse d'alertes. Son personnage est inspiré d'Inès Léraud et de ses enquêtes.

### Tournage et diffusion
En 2021, la 2e saison a été tournée en Ile-de-France et dans les Hauts-de-France. « Jeux d’influence, les combattantes » est présentée en 6 épisodes de 52 minutes. Cette deuxième saison est disponible à la demande sur Arte.tv  du 16 décembre 2022 au 15 juin 2023. Elle est diffusée sur Arte les 5 et 12 janvier 2023 (3 épisodes par soirée).

## Accueil

### Première saison
Selon Sarah Coulet, « Le cinéaste pose les questions qui taraudent notre société depuis plusieurs années : la dangerosité des engrais et des pesticides, mais la difficulté de s’en passer. En filigrane sont aussi abordés le rôle de la presse et les désaccords entre agriculteurs quant à l’utilisation de ces produits ».
Selon Aude Massiot, la série semble une « transposition en fiction de l’affaire Monsanto. Affaire qui a vu, en France, l’agriculteur Paul François attaquer en justice la firme américaine (depuis rachetée par Bayer), après être tombé malade en ayant utilisé un de leurs produits, le Lasso »,.
Igor Hansen-Love estime que « Jeux d'influence colle à l'actualité comme aucune autre série française », et que cette série « pédagogique et effrayante, se dévore comme un polar trépidant, à mi-chemin entre Engrenages et Baron noir, et s'impose comme le meilleur feuilleton de l'année produit par la chaîne franco-allemande ». En revanche, Émilie Grangeray juge la série décevante, en raison du traitement caricatural de ses personnages.

### Seconde saison
Laurent Valière pour France Info juge la seconde saison passionnante, dans une veine naturaliste. Audrey Fournier pour Le Monde apprécie une saison plus aboutie que la première, et qui fait preuve de pédagogie, d'inspiration et de conviction. Elle regrette un manque de dramaturgie et de véracité dans la peinture de l'artisanat journalistique.

### Réception critique
La série est notée 3,9 sur 5 par les téléspectateurs sur le site d'Allociné et 6,8 sur 10 par les utilisateurs de SensCritique.

## Distinctions

### Récompenses
Jeux d'influence, pour la première saison, obtient le prix de la meilleure mini-série au festival de la fiction TV de La Rochelle en 2018.